# Live at the Greek Theatre
Live at the Greek Theatre — концертний альбом американського гурту Flogging Molly, виданий 2 березня 2010 року на SideOneDummy Records. Альбом був записаний у Грецькому театрі у Лос-Анджелесі. До складу видання увійшло два диски та DVD з записом цього ж концерту і кліпами гурту.

## Список треків

### Диск 1
1. «The Likes of You Again» – 4:46
2. «Swagger» – 2:17
3. «Requiem for a Dying Song» – 3:22
4. «Man With No Country» – 4:08
5. «Every Dog Has Its Day» – 4:12
6. «These Exiled Years» – 5:01
7. «Drunken Lullabies» – 4:03
8. «You Won't Make a Fool Out of Me» – 2:44
9. «(No More) Paddy's Lament» – 3:53
10. «Us of Lesser Gods» – 4:28
11. «The Son Never Shines (On Closed Doors)» – 4:31
12. «Float» – 5:04

### Диск 2
1. «Tobacco Island» – 6:14
2. «Rebels of the Sacred Heart» – 6:02
3. «Devil's Dance Floor» – 4:09
4. «If I Ever Leave This World Alive» – 3:46
5. «Salty Dog» – 3:43
6. «The Lightning Storm» – 4:11
7. «What's Left of the Flag» – 5:33
8. «The Wrong Company» – 0:59
9. «The Story So Far» – 6:49
10. «The Seven Deadly Sins» – 4:03

## Чарти
| Чарт                                   | Найвища позиція |
| -------------------------------------- | --------------- |
| США Billboard 200                      | 40              |
| США Top Alternative Albums (Billboard) | 2               |
| США Independent Albums (Billboard)     | 5               |
| США Top Rock Albums (Billboard)        | 5               |